# 김민수 (사격 선수)
김민수(2000년 9월 23일~)는 대한민국의 사격 선수로 주 종목은 스키트이다.

## 경력
2000년 대구에서 김성치와 조성미의 아들로 태어났다. 그의 아버지 김성치는 대구사격회 부회장을 맡고 있다. 
영남중학교 재학 시절인 2015년에 스키트 사격을 시작했으며 대구달서공고 재학 시절에 대한민국 주니어 국가대표로 발탁되었다.
고등학교 졸업 후 국군체육부대에 입대하여 사격 선수로 활동했으며 2022년에 처음으로 대한민국 국가대표로 발탁되었다. 같은 해 7월 대한민국 창원에서 열린 월드컵 대회에서 인도의 마이라지 아흐마드 칸의 뒤를 이어 은메달을 획득했다.
2023년 9월에는 중국 항저우에서 열린 아시안 게임에 참가했으며 남자 스키트 개인 예선에서 18위에 올랐다. 또한 조용성, 조민기와 함께 출전한 단체전에서는 5위에 올랐다. 이후 10월에는 창원에서 열린 2023년 아시아 선수권 대회에 참가했다. 그는 개인전에서 카타르의 라시드 살라흐 하마드의 뒤를 이어 은메달을 획득했고 황정수, 조민기와 함께 출전한 단체전에서도 은메달을 획득했다.